# Phil Huber
Philip „Phil“ Huber (* 10. Januar 1969 in Calgary, Alberta) ist ein ehemaliger kanadischer Eishockeyspieler, der auf der Position des Stürmers spielte.

## Karriere
Philip Huber begann seine Karriere 1987/88 bei den Kamloops Blazers in der kanadischen Juniorenliga Western Hockey League, für die er drei Jahre spielte. Während des NHL Entry Draft 1989 wurde er in der achten Runde an insgesamt 149. Stelle von den Verantwortlichen der New York Islanders ausgewählt und ging für deren Farmteams, die Richmond Renegades aus der East Coast Hockey League und die Capital District Islanders aus der American Hockey League, in den folgenden drei Jahren abwechselnd aufs Eis. Huber erhielt jedoch nie die Chance, sich in der National Hockey League bei den Islanders zu beweisen. In der Saison 1993/94 spielte Huber für die Salt Lake Golden Eagles und die Kalamazoo Wings in der International Hockey League. 
In der folgenden Saison spielte er für das Team Canada, die Flint Generals in der Colonial Hockey League und für die Minnesota Moose in der IHL. Danach absolvierte Huber zwei Spielzeiten für die Humberside Hawks in der British Hockey League, ehe er zur Saison 1996/97 nach Deutschland wechselte.
Dort spielte er zunächst zwei Jahre für den EHC Neuwied in der damals zweitklassigen 1. Liga und gewann mit dem Verein in den beiden Jahren die Meisterschaft und zudem 1997 den DEB-Ligapokal. Im Anschluss daran spielte Huber vier Jahre in der Deutschen Eishockey Liga. Zunächst ging er für die Revierlöwen Oberhausen aufs Eis, die folgenden zwei Jahre für die München Barons, mit denen er in der ersten Saison Deutscher Meister wurde, und zuletzt ein Jahr für die Krefeld Pinguine. Zur Spielzeit 2002/03 kehrte Huber in die 2. Bundesliga zurück und schnürt zwei Jahre für die Roten Teufel Bad Nauheim seine Schlittschuhe. Der gebürtige Kanadier trug folglich in 102 Zweitliga-Spielen das Trikot der Roten Teufel und konnte dabei 39 Mal punkten.
Hubers letztes aktives Spieljahr war 2004/05, als er in der Oberliga für den EV Ravensburg spielte. Für den EVR absolvierte Huber 19 Partien und erzielte dabei zehn Scorerpunkte. Während der Saison wechselte er jedoch nach Italien zum SV Ritten in die Serie A1. Dort beendete er nach der Saison schließlich seine Karriere.

## Erfolge und Auszeichnungen
- Meister der 1. Liga 1996/97
- Meister der 1. Liga 1997/98
- DEB-Ligapokalsieger 1997
- Deutscher Meister 1999/00